# Dörnberg (Hessen)
Dörnberg is een deel van de gemeente Habichtswald in de Duitse deelstaat Hessen. Dörnberg hoort bij het district Kassel. In 2008 telde Dörnberg 2580 inwoners.
Dörnberg ligt aan de Uerdinger Linie, in het traditionele gebied van het Hessisch dialect.
Dörnberg ligt in het natuurpark Habichtswald, ongeveer 10 km van Kassel.